# Hővezető lap

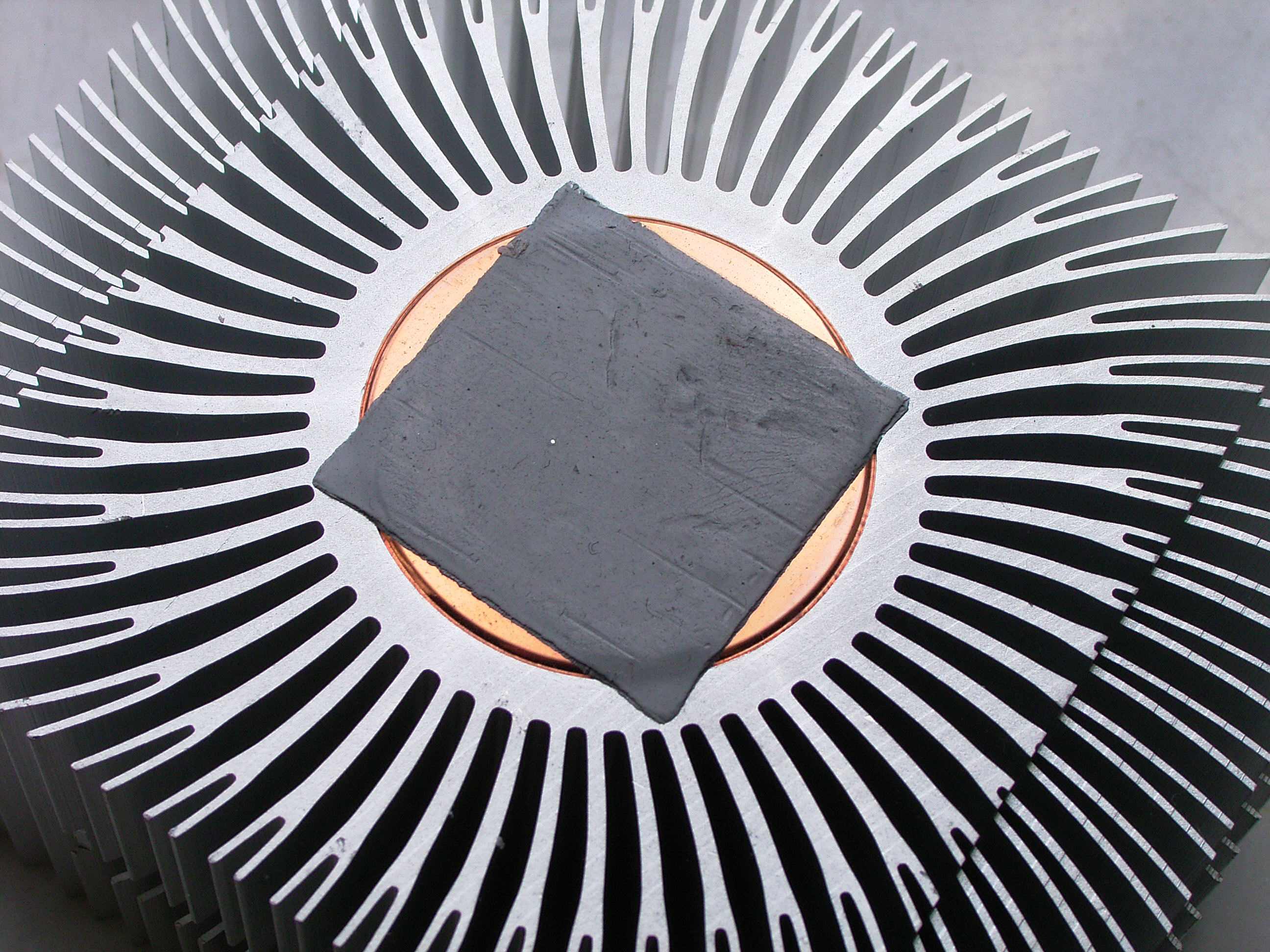
Hővezető lap egy hűtőbordára ragasztva

Egyes elektronikus eszközökben, például a számítástechnika hardvereinél alkalmazott hővezető lap egy méretre vágható, fóliaszerű szilárd anyag, mellyel az összeillesztett felületek közötti hővezetés javítható. Igen gyakran alkalmazzák melegedésre hajlamos hardverelemek (pl. CPU-k, GPU-k, egyéb IC-k, DC-DC konverterek stb.) és a rájuk szerelt hűtőborda közötti felületen.

## Működése

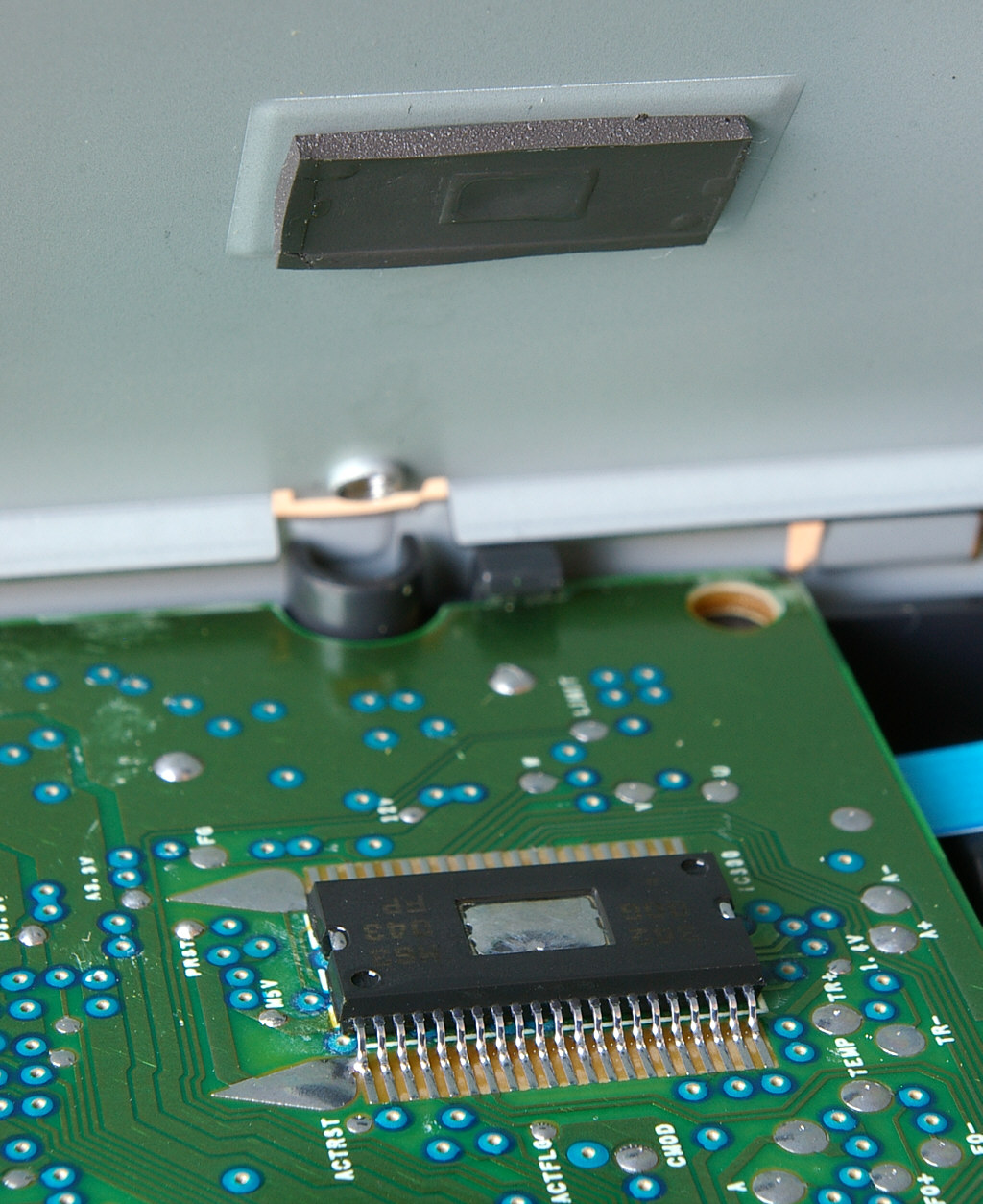
Egy integrált eszközt a műszerházzal összekötő hővezető lap

Egyes elektronikai eszközök működése során problémát jelenthet az a Joule-hő, amit az a működése során lead. Az ilyen eszközök hűtésének célja lehet például:
- a működés hőmérsékletfüggő jelenségeinek elnyomása,
- az eszköz hőtől való károsodásának elkerülése,
- az eszköz élettartamának, teljesítményének javítása, stb.

A termikusan összekötendő felületek közé helyezett hővezető lap kitölti a felületek közti hézagot, így csökkenti a légrés hőszigetelő hatását.
| Anyag                                     | Hővezetési tényező [W/(mK)] | Fajlagos ellenállás [Ωcm] | Átütési szilárdság [kV/mm] | Forrás            |
| ----------------------------------------- | --------------------------- | ------------------------- | -------------------------- | ----------------- |
| Hővezető lapok                            |                             |                           |                            |                   |
| Szilikon hővezető lap                     | 0.1–4,9                     | 10–1013                   | 3,1–17,7                   | [ 1 ] [ 2 ] [ 3 ] |
| Szilikonmentes polimer hővezető lap       | 0,9                         | 1013                      |                            | [ 3 ]             |
| Kapton                                    | 0,46                        | 1016                      | 161,4–216,5                | [ 4 ]             |
| Összehasonlítás más kapcsolódó anyagokkal |                             |                           |                            |                   |
| Hővezető szilikonzsír                     | 0.5–4,0                     | 1014–1016                 | 2,1–8,3                    | [ 5 ]             |

## Alkalmazásai

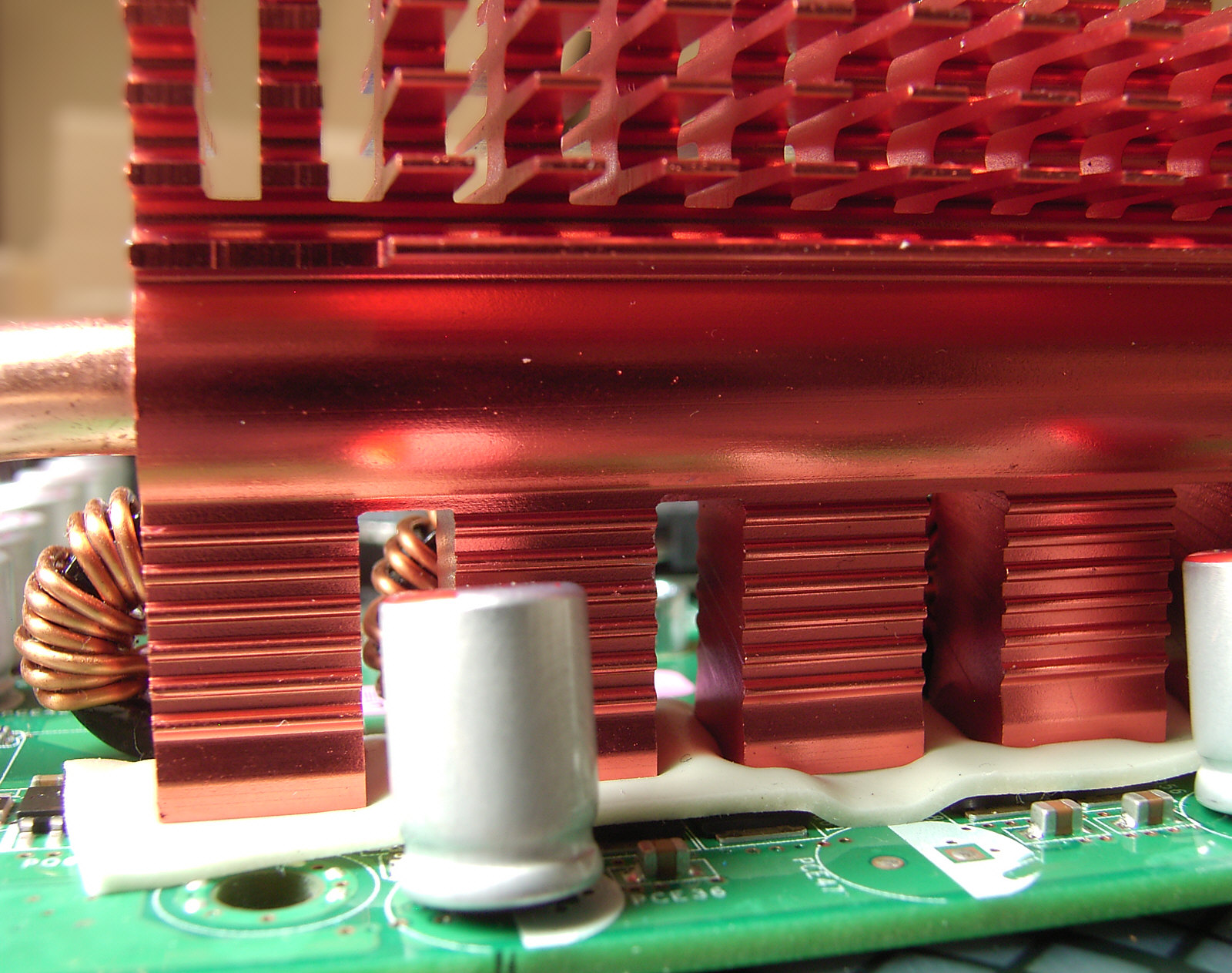
Több elektronikus eszköz közös hűtőbordája alatt elhelyezett, elektromosan szigetelő hővezető lap

Az alkalmazások a hővezető lappal szemben különféle elvárásokat támasztanak. Léteznek fémtartalmú kompoziton alapuló hővezetők, melyek fémes vezetők lehetnek, de ezek alkalmazása egyes elektronikai alkalmazásokban ellenjavallt. A lap anyaga lehet például paraffin, vagy szilikon. Gyakran puha, deformálható anyag, mely a hőmérséklet növekedésével még képlékenyebbé válik: ez elősegíti a felületek közti légrések jó kitöltését.
A legnagyobb processzorgyártók, pl. az Intel és az AMD gyakran hővezető lappal ellátva forgalmazza processzoraihoz a hűtőbordát. Ennek előnye a hővezető pasztákhoz képest a tisztaság, és a házi összeszerelés egyszerűsége, azonban a hővezető lapok termikus jellemzői gyakran számottevően elmaradnak a pasztákéitól.

## Galéria

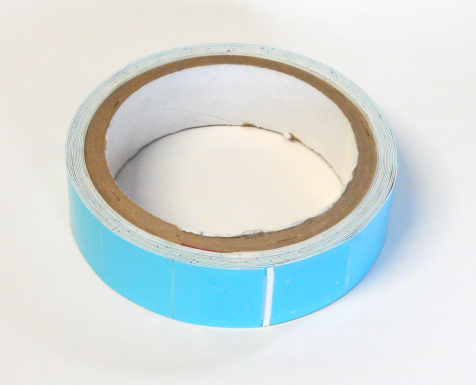
Szalagos kiszerelésű hővezető anyag
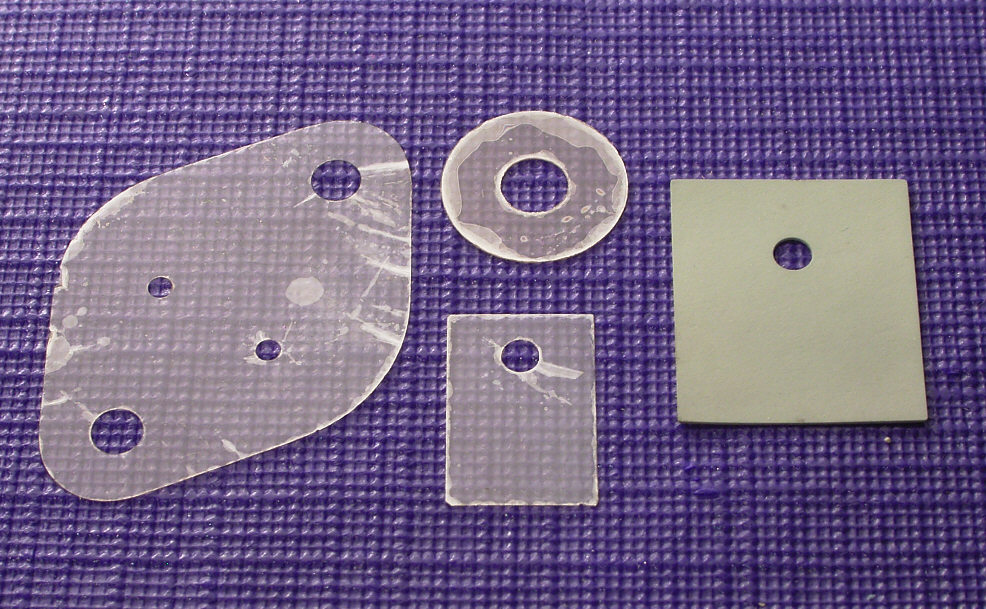
Elektromosan szigetelő hővezető lapok
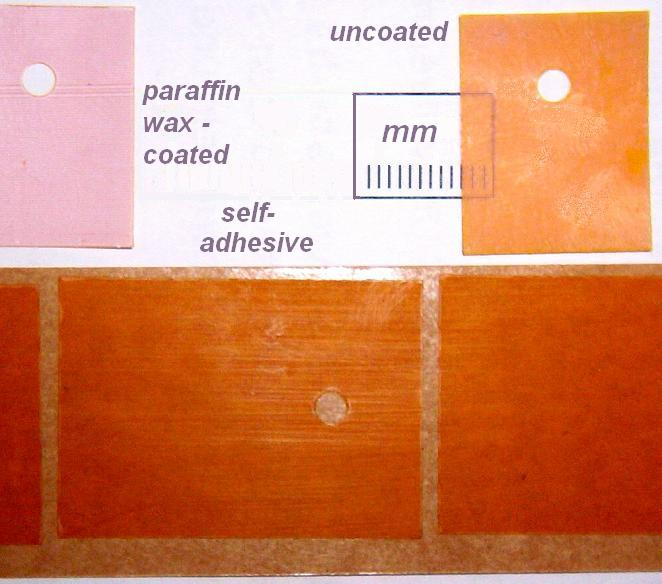
Paraffinnal bevont és hagyományos Kapton-szalag
Elektronikus eszköz hűtőbordával, köztük hővezető lappal (kék)